# クイッテンゴ
クイッテンゴ（イタリア語: Quittengo）は、イタリア共和国ピエモンテ州ビエッラ県にある分離集落（フラツィオーネ）。
かつては独立した自治体（コムーネ）であったが、2016年1月1日、隣接するサン・パオロ・チェルヴォとともにカンピーリア・チェルヴォへ編入され、新自治体の一部となった。

## 地理

### 位置・広がり

#### 隣接コムーネ
コムーネとしてのクイッテンゴは、以下のコムーネと隣接していた。
- カンピーリア・チェルヴォ
- モッソ
- サリアーノ・ミッカ
- サン・パオロ・チェルヴォ
- ヴェーリオ

## 姉妹都市
- カステルマーニョ、イタリア 1975年